# Monasterio de San Miguel (Liria)
El Real Monasterio de San Miguel (en valenciano Reial Monestir de Sant Miquel) es un edificio religioso conventual de estilo rococó que se encuentra en el monte de San Miguel en Liria (Valencia).
Es bien de interés cultural con código 46.11.147-002 y fecha de resolución 31 de agosto de 1983.

## Historia
Fundado por Jaime II de Aragón, fue reformado posteriormente por el Martín el Humano en 1406. Se dedicó a residencia de beatas dedicadas a la oración, manteniéndose sus instituciones y privilegios hasta 1806. En dicho año Carlos IV estableció unas nuevas ordenanzas que perduraron hasta 1895.
A partir de 1895 las ocupantes pasaron a ser monjas de clausura bajo la regla de la Visitación, y a partir de 1977 fueron Terciarias Franciscanas.
La imagen San Miguel original, de 1411, y que fue costeada por la beata Enriqueta Gilabert, fue destruida en la guerra civil. Se sustituyó en 1940 por otra de similares características, obra de José María Ponsoda Bravo.

## Emplazamiento
Se encuentra en el término municipal de Liria, en las afueras de la población, en la parte superior de un cerro llamado Monte de San Miguel.

## Descripción

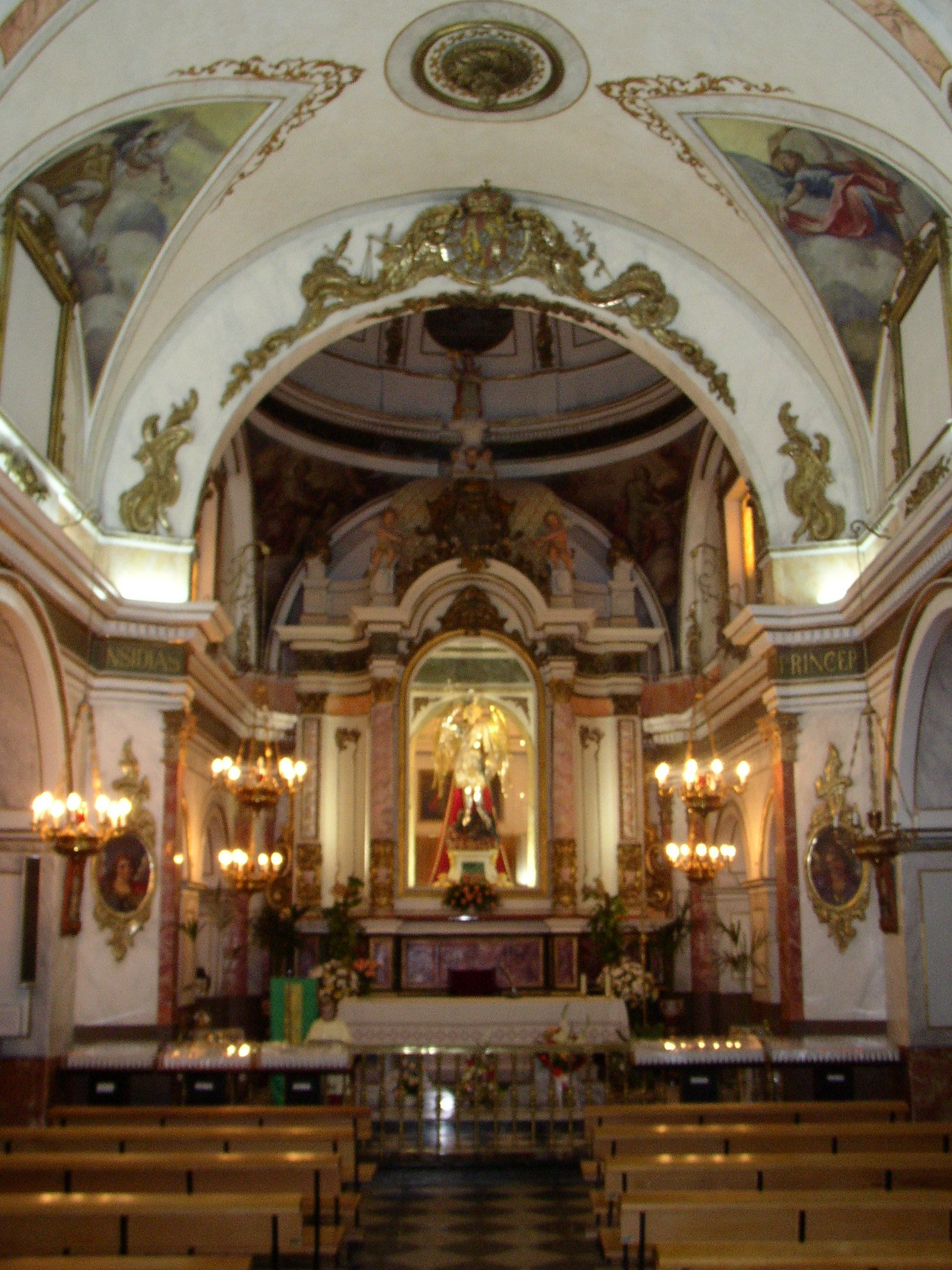
Interior de la capilla del Real Monasterio

Se trata de un conjunto heterogéneo de edificios en torno a la iglesia. Los elementos de este conjunto son de diferentes fechas, datándose en los siglos XVIII, XIX y XX.
La fachada principal de la iglesia, construida en 1900, está rematada por una espadaña y la imagen del santo titular. El acceso se realiza mediante dos portadas de arco de medio punto que dan paso a una escalinata que finaliza en el patio. El patio se encuentra en la parte más elevada del conjunto, y por ello del cerro. Hay allí un aljibe con un brocal de piedra. En el patio hay también puertas de acceso a la iglesia y del convento.
La iglesia actual fue realizada entre 1756 y 1774. Es de una sola nave y tiene capillas laterales comunicadas entre sí. La nave está dividida en cuatro tramos y cubierta con bóveda de cañón con lunetos. Su decoración, en estilo rococó, está realizada en yesería, e incluye pinturas dieciochescas. El presbiterio está coronado por una cúpula. Tras él se encuentra el camarín obra de Vicente Marzo, quien lo realizó entre 1794 y 1807. Presenta ocho columnas dóricas con molduras y cornisa sobre las que se desarrolla la bóveda rebajada con decoración dorada. Las pinturas de los muros y del techo están realizadas por Manuel Camarón Meliá y hacen referencia a la leyenda de San Miguel Arcángel.